# Chiloglanis bifurcus
Chiloglanis bifurcus és una espècie de peix de la família dels mochòkids i de l'ordre dels siluriformes.

## Morfologia
Els mascles poden assolir els 6,8 cm de llargària total.

## Distribució geogràfica
Es troba a Àfrica: conques dels rius Crocodile i Incomati.

## Estat de conservació
Les seues principals amenaces són la sedimentació causada per les activitats agrícoles i forestals, l'extracció d'aigua, la introducció d'espècies exòtiques (com ara, Oncorhynchus mykiss i Micropterus salmoides i la contaminació industrial.